# Parque nacional Manuel Antonio
Parque nacional Manuel Antonio är en nationalpark i Costa Rica.   Den ligger i provinsen Puntarenas, i den centrala delen av landet, 60 km söder om huvudstaden San José. Parque nacional Manuel Antonio ligger 50 meter över havet. Arean är 6,8 kvadratkilometer.